# Werner J. Meinhold

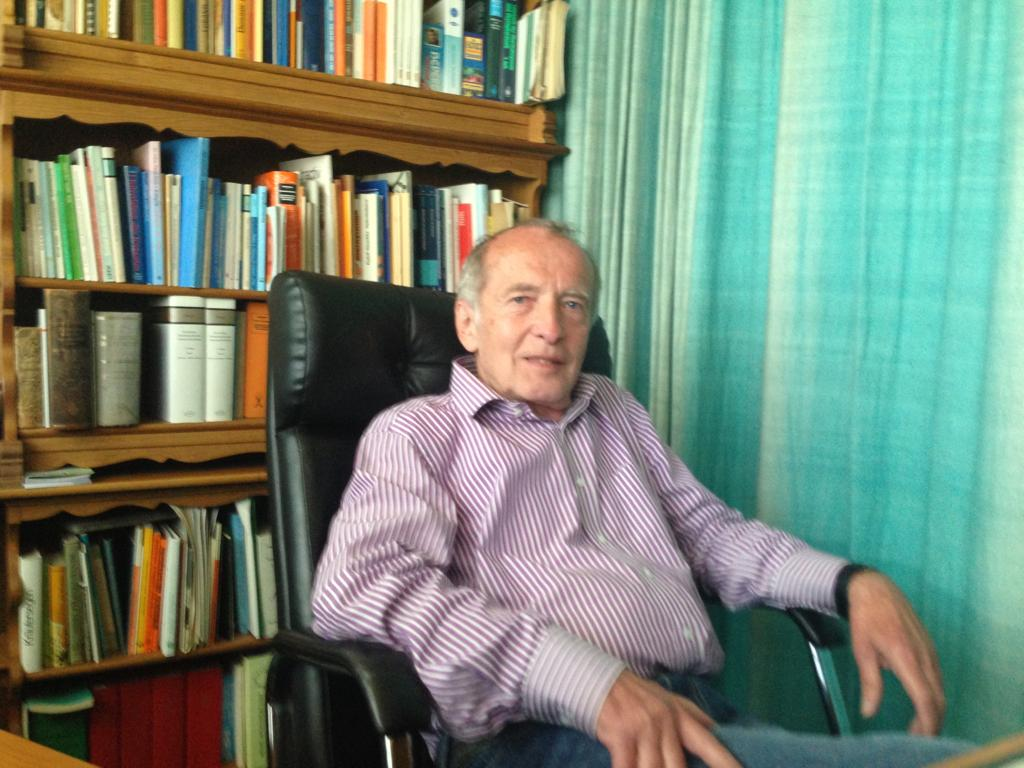
Werner J. Meinhold

Werner J. Meinhold (ur. 1 kwietnia 1944, zm. 17 października 2019) – niemiecki psychoterapeuta, hipnoterapeuta i naturopata, twórca metody psychoterapeutycznej H.I.T.T.® (Hypno-Integrative Depth Psychological Therapy – Hipnointegracyjnej Psychoterapii Głębi), założyciel, były Prezydent a potem Prezydent honorowy International Federation of Integrative Depth Psychology in Therapy and Research of Hypnosis (IGTH – INFIDEPTH), skupiającej Towarzystwa Hipnoterapeutyczne z Niemiec, Ekwadoru, Meksyku, Polski i Szwajcarii. Superwizor i członek honorowy Polskiego Towarzystwa Hipnozy Terapeutycznej i Badań nad Hipnozą, autor wielu książek, artykułów i esejów na temat hipnozy integracyjnej, psychoterapii i medycyny. Były szef Harmony 1782 (Mesmer Society of Spiritual Healing). Organizator międzynarodowych kongresów i seminariów GTH / I-GTH w Meersburgu / Bodensee (od 1991). Napisał wiele książek, artykułów i esejów na temat hipnozy integracyjnej, psychoterapii i medycyny. Jego głównym dziełem jest „Wielka Księga Hipnozy.

## Życiorys
Werner J. Meinhold urodził się 1 kwietnia 1944 roku w Falkenau w Niemczech. Jako dziecko sporo chorował, kilka razy nawet otarł się o śmierć. W wieku lat dwunastu zainteresował się hipnozą i literaturą związaną z tzw. „naukami tajemnymi”. Studiował sztuki piękne (symbolizm, surrealizm, historię sztuki), a później naturopatię i medycynę holistyczną na Union Deutscher Heilpraktiker w Stuttgarcie. Podczas studiów uczestniczył jako wolny słuchacz w wykładach z psychologii. Wraz ze swoim bratem odbył liczne podróże na wszystkie kontynenty, aby poznać szamańskie, hipnotyczne i ludowe praktyki medyczne i rytuały: spędził wiele lat w Ameryce Łacińskiej, uczestniczył w inicjacjach szamańskich w Azji i Ameryce Południowej. Uczestniczył w szkoleniu z akupunktury w Hongkongu.
W roku 1975 zdobył tytuł Non-medical practitioner. W roku 1985 tytuł naturopaty w Szwajcarii. Przeszedł indywidualny trening z różnymi uzdrowicielami na całym świecie, trening hipnozy, szczególnie z prof. Dietrichem Langenem. W latach 1976–1989 odbył szkolenie psychoterapeutyczne w ÖCATAP / Austria. W latach 1976–1990 ukończył Szkolenie medyczne w International Medical Association (IMA). Równolegle zajmował się też medycyną holistyczną wraz z Międzynarodowym Stowarzyszeniem Nauk Medycznych. Od 1975 roku Werner J. Meinhold prowadził prywatną praktykę i badał połączenie między hipnozą a alternatywnymi metodami leczenia. Uhonorowany tytułem „Proffessional of the Year 2005” przyznawanym przez Międzynarodowe Centrum Biograficzne przy Uniwersytecie w Cambridge.
W swoich rozważaniach Meinhold opiera się na dorobku Tomasza z Akwinu, fizyków kwantowych, praw rozwoju ontogenetycznego i filogenetycznego, nowoczesnej neurofizjologii, neuroanatomii i neuroendokrynologii.
Werner J. Meinhold występował wielokrotnie podczas seminariów, warsztatów i szkoleń w krajach takich jak: Niemcy, Ekwador, Gwatemala, Włochy, Kolumbia, Kuba, Meksyk, Holandia, Austria, Polska, Rosja, Szwajcaria, Hiszpania, Węgry, USA, Egipt. Napisał ponad 100 artykułów prasowych opublikowanych w międzynarodowych mediach. Był także autorem własnego, popularnego w Niemczech programu TV prezentowanego cyklicznie w stacji Mystica TV. Autor i wydawca kilku książek (przetłumaczonych na 5 języków)
Inne tytuły:
- Dance Alive Specialist (York University, Toronto, Long Institute, Monheim)[potrzebny przypis].
- Doktorat w hipnoterapii klinicznj (Professional College of Psychotherapy and Clinical Hypnosis, PCPCH / USA) – nie nostryfikowany[potrzebny przypis]

## Badania
Werner J. Meinhold koncentrował się na badaniach w zakresie:
- Hipnologii – jest twórcą Hipnointegracyjnej Psychoterapii Głebi (H.I.T.T.®*), łączącej hipnozę, psychologii głębi i holistyczne spojrzenie na świat i człowieka (ciało-dusza-duch).
- Terapii reinkarnacyjnej.
- Medycyny Alchemicznej i Magnetopatii (mesmeryzmie)

Prowadzone przez niego badania dotyczyły między innymi starożytnej i współczesnej medycyny alchemicznej w różnych miejscach na świecie.

## Publikacje
- Meinhold, Werner J. (1980). „Spektrum der Hypnose Das große Handbuch für Theorie und Praxis; mit graphischen Darstellungen”, Ariston, ISBN 3-7205-1207-X
- Meinhold, Werner J. (1989). „Der Wiederverkörperungsweg eines Menschen durch die Jahrtausende. Reinkarnationserfahrung in Hypnose”, Artus, ISBN 3-591-08276-7
- Meinhold, Werner J. (1993). „Psychotherapie in Hypnose – Was jeder darüber wissen sollte”, Artus, ISBN 3-926654-07-4
- Condrau, Gion, Susanne, Hahn, Meinhold, Werner J. (1997). „Das Herz – Rhythmus und Kreislauf des Lebens Neue Wege zu einer ganzheitlichen Heilkunde”, Patmos, ISBN 3-530-30020-9
- Meinhold, Werner J., Condrau, Gion, Langer, Gerhard, (1998). „Das menschliche Bewußtsein. Annäherung an ein Phänomen”, Walter-Verlag, ISBN 3-591-08276-7
- Meinhold, Werner J. (2001). „Das große Handbuch der Hypnose. Theorie und Praxis der Fremd- und Selbsthypnose. Das Hypnose-Standardwerk für Fachleute und Laien” Hugendubel, Verlag Heinrich, ISBN 3-7205-1957-0
- Meinhold, Werner J. (2002). „Der Wiederverkörperungsweg eines Menschen durch die Jahrtausende” Artus, ISBN 3-926654-08-2
- Meinhold, Werner J. (2013). „Das kleine Handbuch der Hypnose”, Mediengruppe Oberfranken, ISBN 3-944002-13-X
- Halama, Peter Dr., Meinhold, Werner J. (2015) „Lexikon der Hypnose, Suggestionslehre und Bewusstseins-Zustände”, Mediengruppe Oberfranken, ISBN 978-3-944002-97-2